# Grand Prix Hassan II 2002
Grand Prix Hassan II 2002 — тенісний турнір, що проходив на ґрунтових кортах у місті Касабланка, Марокко з 8 квітня . Належав до категорії ATP International Series.

## Фінальна частина

### Одиночний розряд
Юнес Ель-Айнауї —  Гільєрмо Каньяс 3–6, 6–3, 6–2

### Парний розряд
Стівен Гасс /  Майлз Вейкфілд —  Мартін Гарсія /  Луїс Лобо 6–4, 6–2